# Vern-sur-Seiche
Vern-sur-Seiche è un comune francese di 8 264 abitanti situato nel dipartimento dell'Ille-et-Vilaine nella regione della Bretagna.

## Società

### Evoluzione demografica
Abitanti censiti